# Skatteutskottet
Skatteutskottet (SkU) är ett utskott i Sveriges riksdag. Utskottet bereder ärenden om statliga och kommunala skatter och ärenden om taxering, skattebetalning och folkbokföring samt ärenden som rör exekutionsväsendet. Till skatter räknas även tullar och med skatter jämförliga avgifter.
Utskottets ordförande är under mandatperioden 2022-2026 Niklas Karlsson (S). Vice ordförande är Per Söderlund (SD).

## Lista över utskottets ordförande
| Namn | Namn              | Ämbetsperiod | Politisk tillhörighet |
| ---- | ----------------- | ------------ | --------------------- |
|      | Erik Wärnberg     | 1974-1983    | Socialdemokraterna    |
|      | Rune Carlstein    | 1983–1985    | Socialdemokraterna    |
|      | Jan Bergqvist     | 1985–1988    | Socialdemokraterna    |
|      | Lars Hedfors      | 1988–1991    | Socialdemokraterna    |
|      | Knut Wachtmeister | 1991–1994    | Moderaterna           |
|      | Lars Hedfors      | 1994–1998    | Socialdemokraterna    |
|      | Arne Kjörnsberg   | 1998–2004    | Socialdemokraterna    |
|      | Susanne Eberstein | 2004–2006    | Socialdemokraterna    |
|      | Lennart Hedquist  | 2006–2010    | Moderaterna           |
|      | Henrik von Sydow  | 2010–2014    | Moderaterna           |
|      | Per Åsling        | 2014–2018    | Centerpartiet         |
|      | Jörgen Hellman    | 2018–2022    | Socialdemokraterna    |
|      | Erik Ezelius      | 2022         | Socialdemokraterna    |
|      | Niklas Karlsson   | 2022–        | Socialdemokraterna    |

## Lista över utskottets vice ordförande
| Namn | Namn                 | Ämbetsperiod | Politisk tillhörighet | Notering              |
| ---- | -------------------- | ------------ | --------------------- | --------------------- |
|      | Bo Lundgren          | 1988–1991    | Moderaterna           |                       |
|      | Lars Hedfors         | 1991–1994    | Socialdemokraterna    |                       |
|      | Bo Lundgren          | 1994–1999    | Moderaterna           |                       |
|      | Carl Fredrik Graf    | 1999–2002    | Moderaterna           |                       |
|      | Anna Grönlund Krantz | 2002–2006    | Folkpartiet           |                       |
|      | Lars Johansson       | 2006–2010    | Socialdemokraterna    |                       |
|      | Veronica Palm        | 2010–2011    | Socialdemokraterna    |                       |
|      | Jennie Nilsson       | 2011–2012    | Socialdemokraterna    |                       |
|      | Leif Jakobsson       | 2012–2016    | Socialdemokraterna    |                       |
|      | Jörgen Hellman       | 2016–2018    | Socialdemokraterna    |                       |
|      | Per Åsling           | 2018–2022    | Centerpartiet         |                       |
|      | Niklas Wykman        | 2019–2022    | Moderaterna           | Andre vice ordförande |
|      | Per Söderlund        | 2022–        | Sverigedemokraterna   |                       |